# Cumulonimbus calvus
Una cumulonimbus calvus (del latín calvus, "descubierto") es una nube cumulonimbus moderadamente alta con capacidad de precipitación, pero sin posibilidad de llegar a una altura para formar una cumulonimbus incus. Si las condiciones de inestabilidad continúan siendo propicias en el desarrollo del cumulonimbus, consiguiendo ascender hasta la tropopausa, conformará un cumulonimbus incus.
Esta nube se compone principalmente de Lluvias. Por definición de nube cumulonimbus, en su parte superior las gotas de agua se transforman en cristales de hielo. Pero en la cumulonimbus calvus, el contenido de cristales de hielo es escaso y los polos se encuentran en una etapa temprana, por lo que las cimas de las nubes aún se ven redondas e hinchadas.
La Cumulonimbus calvus se caracteriza por una forma redondeada distintiva (entre otros tipos de nubes cumulonimbus) y bordes relativamente afilados en su área superior, a diferencia de cumulonimbus incus o cumulonimbus capillatus, que tienen cimas cirriformes. Los cumulonimbus calvus en desarrollo pierden los contornos nítidos de la parte superior a medida que más gotas de agua se transforman en cristales de hielo. Las fuertes corrientes ascendentes pueden formar píleos o delgadas franjas verticales pueden sobresalir de la nube. Cuando las partes superiores de la nube se congelan en mayor medida y aparecen cirriformes claramente visibles, el cumulonimbus calvus se metamorfosea en otra especie de cumulonimbus.
Cumulonimbus calvus arcus es una subforma de cumulonimbus calvus, que tiene una nube arcus delante del frente de la nube.

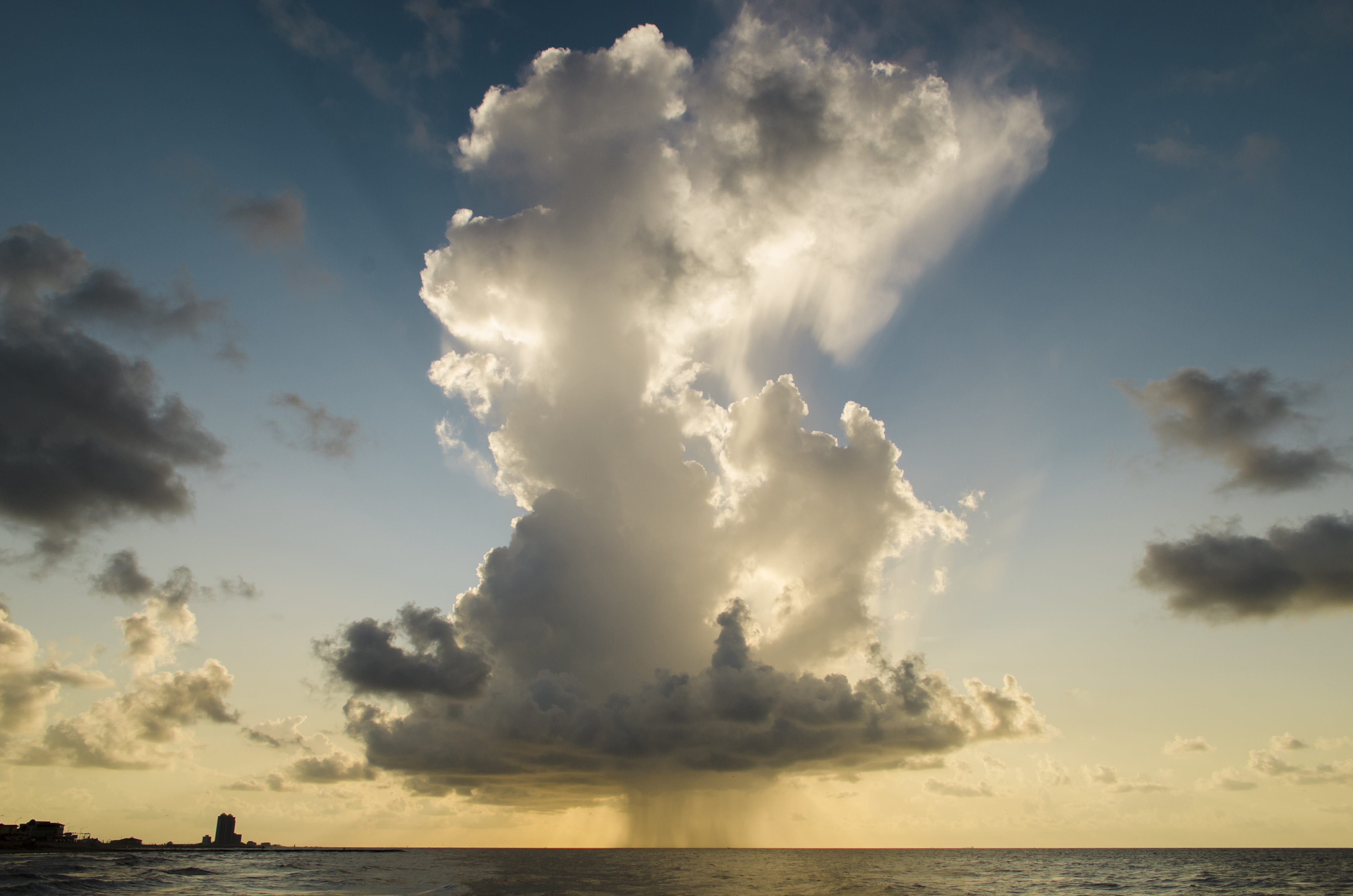
Cumulonimbus calvus